# Patrick Kpozo
 (août 2025).
Patrick Kpozo, né le 15 juillet 1997 à Accra, est un footballeur ghanéen qui évolue au poste d'arrière gauche au Sheriff Tiraspol.

## Biographie

### Carrière en club
Né à Accra au Ghana, Patrick Kpozo est formé au club local de l'International Allies FC, où il commence sa carrière professionnelle en 2013.
À l'été 2015, il rejoint le club suédois de l'AIK Fotboll. Kpozo joue son premier match avec l'équipe première du club le 19 aout 2015.
Après un prêt en Norvège, il est transféré au Östersunds FK.
Le 17 janvier 2022, il rejoint le Sheriff Tiraspol en Moldavie.

### Carrière en sélection
Le 4 novembre 2022, Patrick Kpozo est sélectionné par Otto Addo dans le groupe préliminaire du Ghana pour la Coupe du monde 2022,,.